# Мечеть Саатлы
Мечеть Саатлы (азерб. Saatlı məscidi) — мечеть в квартале Саатлы города Шуша.

## История
Мечеть Саатлы была построена в 1883 году азербайджанским архитектором Сефи Ханом Карабахским на месте старой мечети и медресе, в котором преподавал азербайджанский поэт и визирь Карабахского ханства Молла Панах Вагиф. Об этом свидетельствует информация в китабе, расположенная на основном фасаде мечети. Мечеть считается одним из последних произведений архитектора.

## Архитектура
Вместо принятой для таких мечетей небольшой будки на крыше был декорированной высокий минарет с изолированным входом. Мечеть Саатлы относилась к шушинским мечетям с плоским решением фасада с асимметричным входом
Архитектурно-композиционная трактовка главных фасадов мечетей Шуши в основном включает два типа: объемно-пространственный и плоскостной. Объемно-пространственный тип представлен эйваном с широкими арками разнообразных очертаний, составляющим органическое целое с молитвенным залом. В пример можно привести мечети кварталов Мердинли, Гуюлуг, Ходжа Мирджанлы, Кечарли. Второй тип — плоское решение фасада с асимметричным входом. Например, мечети Чёл гала, Сеидли, Джульфалар, Саатлы, Мамаи.
Благодаря четырем восьмиугольным каменным столбам, которые поддерживают потолок, молельный зал имеет трехнефное пространство. В результате этого в зале появляется бесчисленное количество арочных переходов. Поверхность стен выполнена геометрическими фигурами и растительными узорами.

### Современное состояние
В 1980-х годах в мечети проводились реставрационные работы. В оформлении интерьера мечети использовано много чеканки и декоративных украшений.
Мечеть входит в список охраняемых государством памятников истории и культуры Азербайджана. Распоряжением Кабинета министров Азербайджанской Республики от 2 августа 2001 года мечеть взята под охрану государства как архитектурный памятник истории и культуры национального значения.
14 января 2021 года президент Азербайджана Ильхам Алиев и первая леди Мехрибан Алиева посетили Шушу и мечеть Саатлы, прочитали молитвы. Алиев также подарил мечети привезенный из Мекки Коран.
С 2021 года эксперты изучали состояние мечети для проведения реставрационных работ. В декабре 2021 года начаты реставрационные работы. Реставрационные работы выполнялись консорциумом азербайджанских, итальянских и турецких компаний под контролем австрийской компании «Wehdorn Architekten». При реставрации сохранён первоначальный архитектурный стиль мечети. 10 мая 2023 года мечеть была открыта после реставрации.